# Кам'янський російський національний район
Кам'янський російський національний район — Кам'янсько-Дніпровський (Кам'янський на Дніпрі) район, який отримав статус національного відповідно до ухвали Президії ВУЦВК від 12 серпня 1927. Адміністративне підпорядкування: до 1930 — у складі Запорізької округи, з вересня 1930 по 1932 підпорядкований безпосередньо центрові, з 1932 — у складі Дніпропетровської області, із січня 1939 — Запорізької області.
Адміністративний центр – с. Кам'янське (з 1927 – Кам'янка-Дніпровська, з 1935 – Кам'янка Дніпрова). За відомостями 1926, населення селища становило 9458, 1930 – 10 365 осіб. 1930 в районному центрі розміщувалися радіоустановка, 5 початкових шкіл, семирічка, технічно-аграрна школа, кравецька школа, амбулаторія (5 лікарів), МТС, 3 промислові заклади (606 робітників).
На 1925 площа району складала 341,1 версти², населення – 25 192 особи. 1927 людність району становила 26 783 особи, росіяни складали 95,5 %.
На момент реорганізації округ щільність населення в районі становила 58,4 особи/км², під засівами перебувало 93,9 % землі, з них 80,2 % складали зернові, 6,1 % – технічні культури. У складі колективних господарств було 5,6 % господарів району, 2,4 % становили промислові робітники. На 100 осіб дорослого населення припадало 69,9 учнів.
Площа району дорівнювала 895 км². До його складу входили 10 сільрад, 131 поселення. На 1 січня 1930 населення становило 52 289 осіб, із них – 2,4 % промислових робітників, 94,8 % селян. Письменними були 70,8 % чоловіків, 37,3 % жінок. Росіяни складали 71,2 % людності району.
Район був типовим сільськогосподарським: велика промисловість була відсутньою, малих промислових і ремісничих закладів, за відомостями державних служб, налічувалося 704, вони забезпечували зайнятість 1719 осіб, з яких лише 79 були найманими працівниками. У районі діяли 5 кредитних с.-г. товариств (4426 членів), 1 скотарсько-молочарське (380 членів), 2 птахівничих (120 членів), 4 с.-г. споживчі товариства (8124 члени), 15 крамниць, 3 с.-г. артілі, 1 товариство спільного обробітку землі. Радгоспів у районі не було, рівень колективізації в російському національному районі був одним з найнижчих серед національних районів України.
Упродовж років значився як зразковий стосовно врожайності, вартості трудодня та виконання політично-господарських кампаній. За наслідками всесоюзного конкурсу 1933 за кращу по роботі сільраду Ново-Дніпровська сільрада району була премійована 1500-ма крб. для обладнання ветеринарного пункту, 250-ма крб. з фонду "Геть неписьменність!" для придбання літератури, 300 крб. з фонду ВУЦВК отримала персонально голова сільради – Савушкіна.
Видавалася районна газета "Ударник".
Станом на 15 грудня 1935 площа району зросла до 1103,3 км², у 10-ти сільрадах району мешкали 44 103 особи (відомості на 1 січня 1933).
На 1938 площа району становила 1,1 тис. км², кількість сільрад не змінилася.
У законодавчому порядку не ліквідовувався.